# Caryanda jinzhongshanensis
Caryanda jinzhongshanensis är en insektsart som beskrevs av Jiang, G. och Z. Zheng 1995. Caryanda jinzhongshanensis ingår i släktet Caryanda och familjen gräshoppor. Inga underarter finns listade i Catalogue of Life.